# Elecciones al Parlamento Vasco
Las elecciones al Parlamento Vasco son las elecciones autonómicas en las que los ciudadanos del País Vasco eligen a los miembros del Parlamento Vasco. El Parlamento Vasco está formado por setenta y cinco parlamentarios.

## Legislación
La legislación para las elecciones al Parlamento Vasco está compuesta por la Constitución española de 1978, la Ley Orgánica del Régimen Electoral General (LOREG) de 1985, el Estatuto de Autonomía del País Vasco de 1979 y la Ley 5/1990, de 15 de junio, de Elecciones al Parlamento Vasco —modificada por última vez en 2016—.

## Sistema electoral

Circunscripciones electorales del Parlamento Vasco

El Estatuto de Autonomía del País Vasco de 1979 establece que los miembros del Parlamento Vasco son elegidos mediante sufragio universal, libre, directo y secreto. Los parlamentarios se eligen mediante escrutinio proporcional plurinominal con listas cerradas en cada circunscripción electoral.
Las circunscripciones electorales para las elecciones al Parlamento Vasco se corresponden con las tres provincias del País Vasco: Álava, Guipúzcoa y Vizcaya. La ley electoral vasca establece que cada circunscripción elige veinticinco parlamentarios, independientemente de la población de cada territorio.
La asignación de escaños a las listas electorales se realiza mediante el sistema D'Hondt, tal y como establece la Ley de Elecciones al Parlamento Vasco. El sistema D'Hondt es un método matemático para repartir los escaños de cada circunscripción a las listas electorales de forma aproximadamente proporcional a su porcentaje de votos. La barrera electoral para poder optar al reparto de escaños en cada circunscripción es del 3% de los votos válidos (suma de los votos a candidatura y los votos en blanco).
Desde la reforma electoral de 2005, las candidaturas deben presentar listas electorales formadas por al menos un 50% de mujeres. Esta reforma fue recurrida por el Grupo Parlamentario Popular del Congreso de los Diputados ante el Tribunal Constitucional, que en 2009 concluyó que la reforma sí era constitucional.

## Resultados
|  | 59,8 % |

| 11 | 1   | 6  | 9   | 25  | 6   | 2  |
| HB | EPK | EE | PSE | PNV | UCD | AP |

|  | 68,5 % |

| 11 | 6  | 19  | 32  | 7  |
| HB | EE | PSE | PNV | CP |

|  | 69,6 % |

| 13 | 9  | 19  | 13 | 17  | 2   | 2  |
| HB | EE | PSE | EA | PNV | CDS | CP |

|  | 61,0 % |

| 13 | 6  | 16  | 9  | 22  | 6  | 3  |
| HB | EE | PSE | EA | PNV | PP | UA |

|  | 59,7 % |

| 11 | 6    | 12     | 8  | 22  | 11 | 5  |
| HB | EB-B | PSE-EE | EA | PNV | PP | UA |

|  | 70,0 % |

| 14 | 2    | 14     | 6  | 21  | 16 | 2  |
| EH | EB-B | PSE-EE | EA | PNV | PP | UA |

|  | 78,5 % |

| 7  | 3    | 13     | 33     | 19    |
| EH | EB-B | PSE-EE | PNV-EA | PP-UA |

|  | 67,9 % |

| 9    | 1      | 3    | 18     | 29     | 15 |
| EHAK | Aralar | EB-B | PSE-EE | PNV-EA | PP |

|  | 64,7 % |

| 4      | 1    | 25     | 1  | 30  | 1   | 13 |
| Aralar | EB-B | PSE-EE | EA | PNV | UPD | PP |

|  | 64,0 % |

| 21       | 16     | 27  | 1   | 10 |
| EH Bildu | PSE-EE | PNV | UPD | PP |

|  | 60,0 % |

| 18       | 11 | 9      | 28  | 9  |
| EH Bildu | EP | PSE-EE | PNV | PP |

|  | 50,8 % |

| 21       | 6  | 10     | 31  | 6     | 1   |
| EH Bildu | EP | PSE-EE | PNV | PP+Cs | Vox |

|  | 62,52 % |

| 27       | 1     | 12     | 27  | 7  | 1   |
| EH Bildu | Sumar | PSE-EE | PNV | PP | Vox |